# Michael Flemming
Michael Flemming (* 1. Dezember 1965 in Bad Nauheim, Hessen) ist ein ehemaliger deutscher Eishockeyspieler. Er war Stürmer unter anderem in der Eishockey-Bundesliga.

## Laufbahn
Flemming begann 1983 seine Laufbahn bei seinem Heimatverein, dem damals in der Eishockey-Oberliga angesiedelten EC Bad Nauheim. Im darauffolgenden Jahr stieg er mit der Mannschaft in die 2. Eishockey-Bundesliga auf, wechselte aber eine Saison später zum Mannheimer ERC. Dort spielte er drei Jahre und wurde in der Saison 1986/87 Deutscher Eishockey-Vizemeister. Nach 117 Spielen für die Mannschaft aus Mannheim schloss er sich für zwei Jahre dem EHC Freiburg an, um danach zwei Jahre für die Düsseldorfer EG aufzulaufen. Dort feierte er seine größten Erfolge und gewann 1991 und 1992 jeweils die Deutsche Eishockey-Meisterschaft. Flemming verließ danach Düsseldorf in Richtung Krefeld zum Krefelder EV. Auch dort spielte er zwei Jahre und nahm dann ein Vertragsangebot der ESG Füchse Sachsen Weißwasser/Chemnitz an, die sich 1994 für die neu gegründete DEL qualifiziert hatten. Nach 44 Spielen für die Mannschaft aus Sachsen wechselte er zurück zu seinem Heimatverein, um nach zwei Jahren 1998 nochmals zu wechseln, um für ein Jahr für die Ratinger Ice Aliens aufzulaufen. Flemming beendete danach seine Laufbahn.